# Liechtenstein ai VII Giochi olimpici invernali
Il Liechtenstein partecipò ai VII Giochi olimpici invernali, svoltisi a Cortina d'Ampezzo, Italia, dal 26 gennaio al 5 febbraio 1956, con una delegazione di 8 atleti impegnati in due discipline.